# Officier général (France)
Pour les articles homonymes, voir Officier (homonymie) et Général (homonymie).
Un officier général est, dans l'armée française, un général ou un officier de grade équivalent dans un autre corps militaire. 

Un officier général est appelé général dans l'Armée de terre, l'Armée de l'air et de l'espace et la Gendarmerie nationale, amiral dans la Marine nationale, commissaire général dans le Service du commissariat aux armées, administrateur général dans les Affaires maritimes, ingénieur général dans le corps des ingénieurs de l'armement, le Service de l'énergie opérationnelle et le Service d'infrastructure de la défense, médecin général dans le Service de santé des armées et contrôleur général dans le Contrôle général des armées.

Képis et insignes de grade pour les quatre grades d'officier général dans l'armée française.
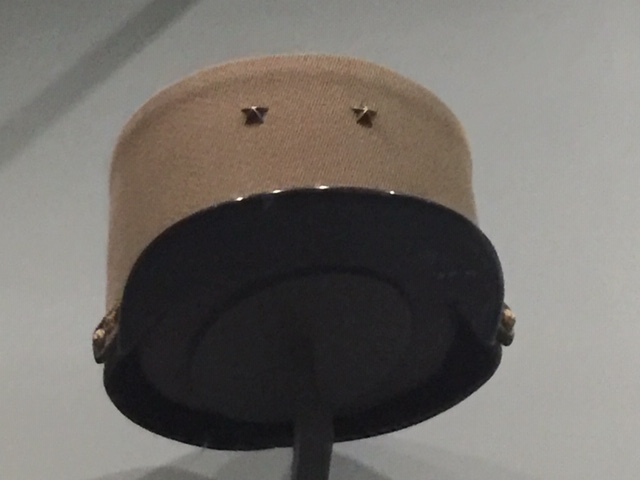
Képi (avec deux étoiles) d'un général de brigade qui est le premier grade d'officier général.
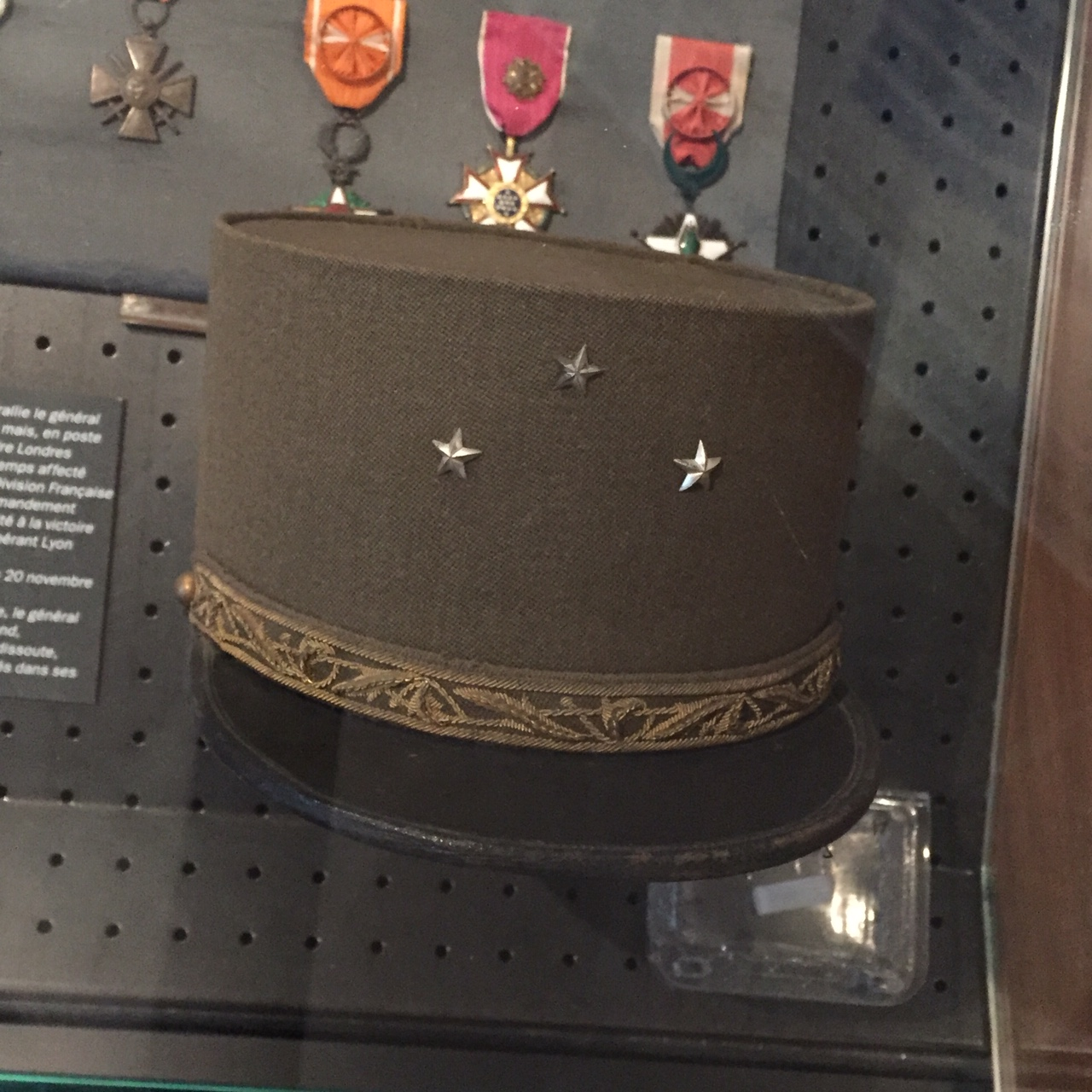
Trois étoiles pour le général de division.
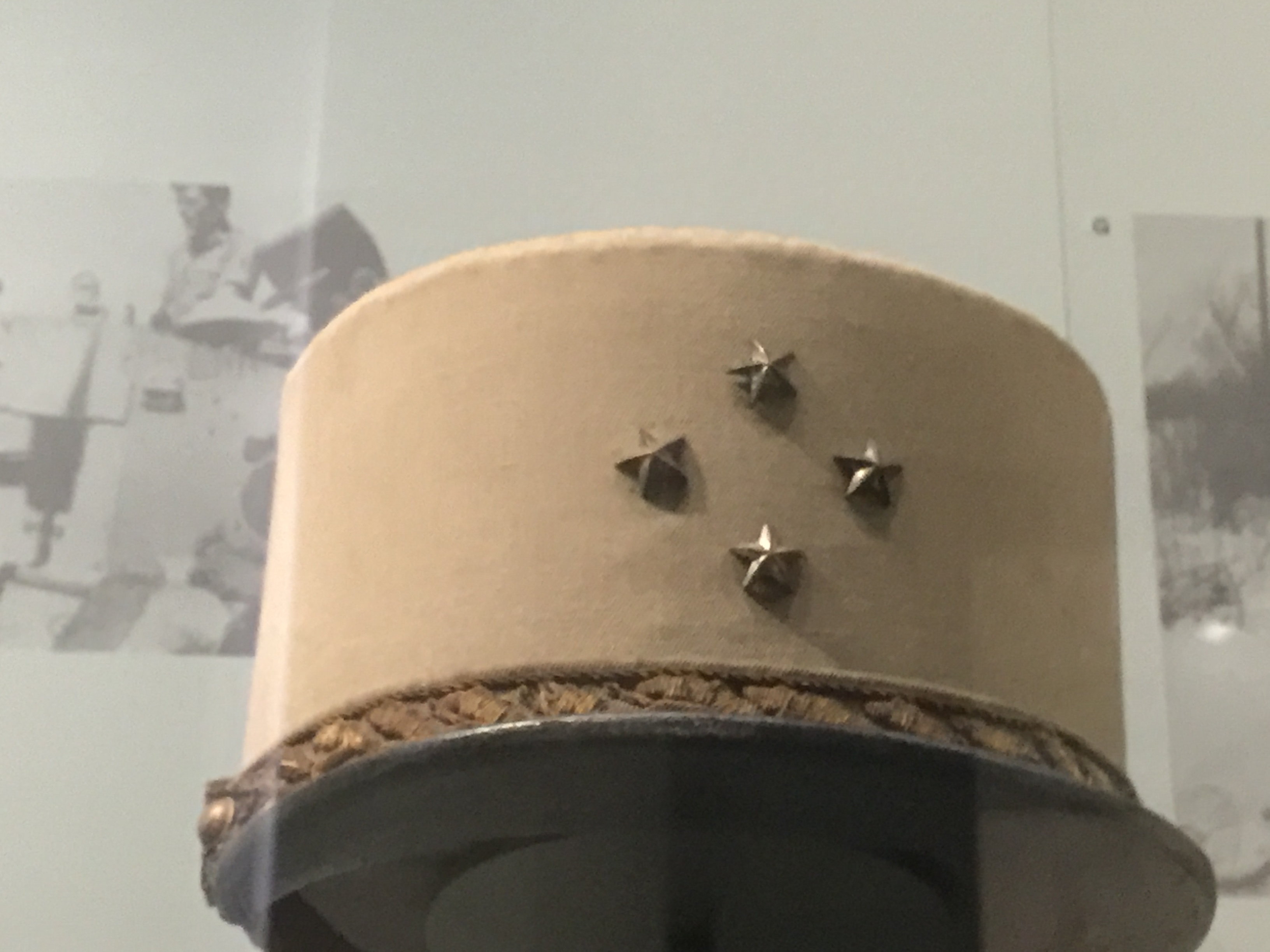
Quatre étoiles pour le général de corps d'armée.
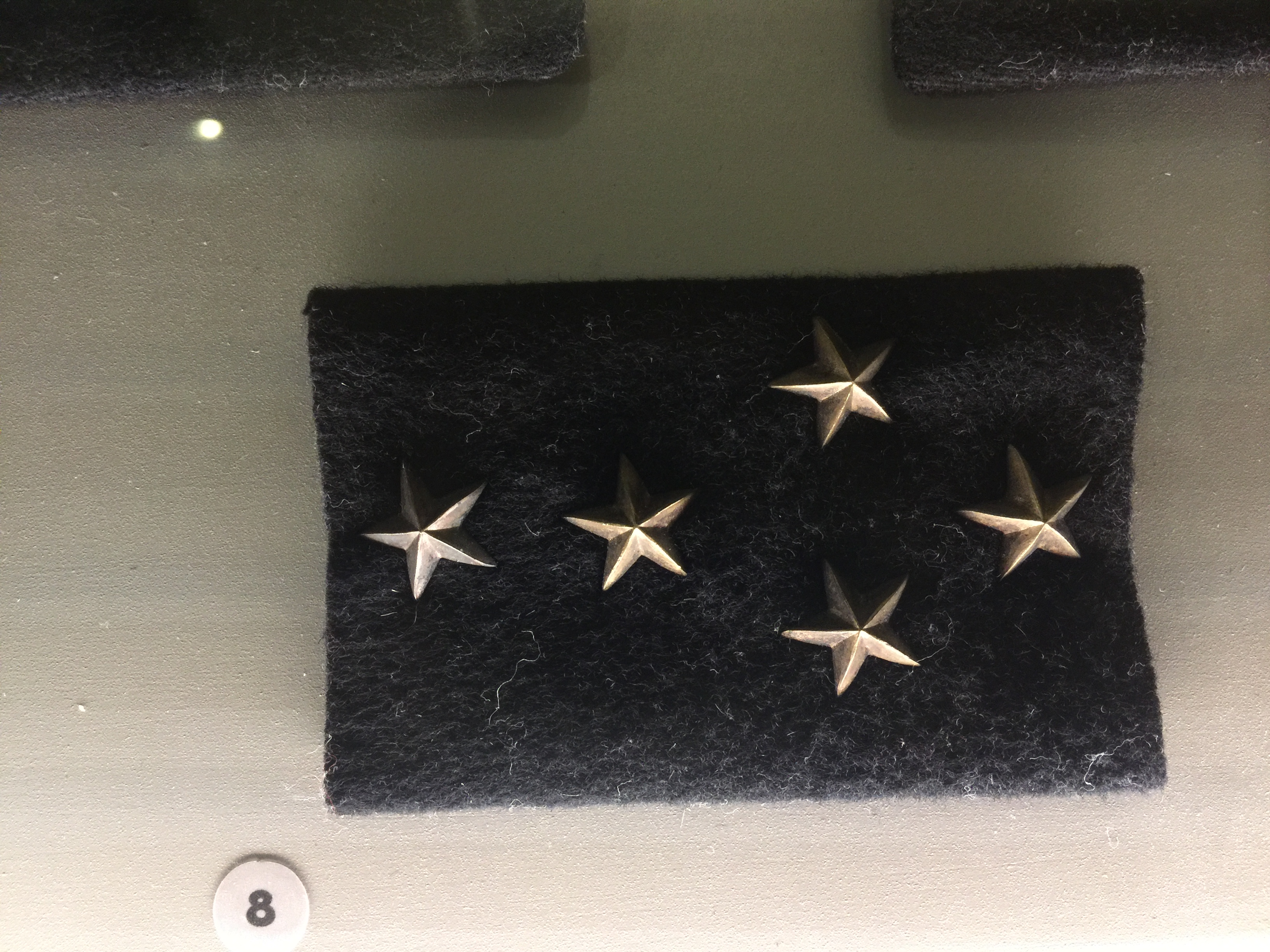
Cinq étoiles pour le général d'armée (ici sur une épaulette).

## Nomination
Les officiers généraux sont nommés par décret en Conseil des ministres parmi les colonels et capitaines de vaisseau ayant exercé une fonction de commandement pour les officiers des armes, parmi les ingénieurs en chef (armement, énergie opérationnelle, infrastructures), les commissaires en chef (commissariat) et les chefs des services (santé).

## Sections
Les officiers généraux sont répartis en deux sections :
- la 1re section comprend les officiers généraux en activité, en position de détachement, en non-activité et hors cadres ;
- la 2e section comprend les officiers généraux qui, n'appartenant pas à la 1re section, sont maintenus à la disposition du ministre des Armées (ou de l’Intérieur pour les gendarmes). Lorsqu'ils sont employés pour les nécessités de l'encadrement, les officiers généraux de la deuxième section sont replacés en première section[2].

La deuxième section a été créée par la loi sur l’organisation de l’État-major général de l’Armée du 4 août 1839.
Les officiers généraux placés en 2e section perçoivent une solde de réserve jusqu'à l'âge de soixante-sept ans. À compter de cet âge, ils perçoivent une pension militaire, cette disposition est applicable aux pensions prenant effet à compter du 1er juillet 2011. Le montant de la solde est équivalent à celui de la pension de retraite mais qui est fiscalement considérée comme un revenu d'activité, ce qui permet de bénéficier de la déduction de 10 % pour frais professionnels dans le calcul de l'impôt sur le revenu ; pour des raisons analogues, ils conservent le bénéfice des avantages tarifaires accordés aux militaires en activité pour leurs déplacements sur le réseau ferré français[réf. nécessaire].
L'officier général en deuxième section ne peut être replacé en première section que s'il remplit les conditions suivantes :
- Ne pas avoir atteint l'âge maximum de maintien en première section (entre 63 et 67 ans selon le corps) ;
- Présenter les aptitudes et habilitations requises pour exercer la fonction[5].

Les officiers généraux peuvent être radiés des cadres en application d'une sanction disciplinaire : ceci entraîne leur radiation de la 1re ou de la 2e section des officiers généraux. Cela a été confirmée en 2017 par la jurisprudence dite « Christian Piquemal ». Le 22 septembre 2017, son recours est rejeté par le Conseil d'État qui souligne qu'un « manquement au devoir de réserve et de loyauté justifie la radiation d’un général » même placé en 2e section.